# Thaumatophyllum
Thaumatophyllum é um gênero de plantas em floração da família Arum, Araceae. Suas espécies são nativas do norte (tropical) da América do Sul.

## Taxonomia
O gênero Thaumatophyllum foi erguido por Heinrich Wilhelm Schott em 1859, com a única espécie Thaumatophyllum spruceanum. Em 1962, G.M. Barroso transferiu T. spruceanum para Philodendron. (No entanto, a transferência não foi feita corretamente e o nome de Barroso Philodendron spruceanum é ilegítimo.) Enquanto em Philodendron, T. spruceanum foi colocado, juntamente com outras espécies, no subgênero Meconostigma.  Uma série de estudos filogenéticos moleculares, particularmente a partir de 2008, sugeriu que, quando amplamente circunscrito, Philodendron não era monofilético. Em 2018, foi proposto que o subgênero Meconostigma fosse elevado ao posto de gênero, sob o nome de Thaumatophyllum.  A proposta foi aceita por Plantas do Mundo Online, entre outras bases de dados taxonômicas.

## Espécies
A partir de outubro de 2020, Plantas do Mundo Online aceitaram as seguintes espécies:
- Thaumatophyllum adamantinum (Mart. ex Schott) Sakur., Calazans & Mayo
- Thaumatophyllum bipinnatifidum (Schott ex Endl.) Sakur., Calazans & Mayo
- Thaumatophyllum brasiliense (Engl.) Sakur., Calazans & Mayo
- Thaumatophyllum corcovadense (Kunth) Sakur., Calazans & Mayo
- Thaumatophyllum dardanianum (Maio) Sakur., Calazans & Mayo
- Thaumatophyllum leal-costae (Mayo & G.M.Barroso) Sakur., Calazans & Mayo
- Thaumatophyllum lundii (Quente.) Sakur., Calazans & Mayo
- Thaumatophyllum mello-barretoanum (Burle-Marx ex G.M.Barroso) Sakur., Calazans & Mayo
- Thaumatophyllum paludicola (E.G.Gonç. & Salviani) Sakur., Calazans & Mayo
- Thaumatophyllum petraeum (Chodat & Vischer) Sakur., Calazans & Mayo
- Thaumatophyllum saxicola (K.Krause) Sakur., Calazans & Mayo
- Thaumatophyllum solimoesense (A.C.Sm.) Sakur., Calazans & Mayo
- Thaumatophyllum spruceanum Schott
- Thaumatophyllum stenolobum (E.G.Gonç.) Sakur., Calazans & Mayo
- Thaumatophyllum tweedieanum (Schott) Sakur., Calazans & Mayo
- Thaumatophyllum uliginosum (Maio) Sakur., Calazans & Mayo
- Thaumatophyllum undulatum (Engl.) Sakur., Calazans & Mayo
- Thaumatophyllum venezuelense (G.S.Bunting) Sakur., Calazans & Mayo
- Thaumatophyllum williamsii (Hook.f.) Sakur., Calazans & Mayo
- Thaumatophyllum xanadu (Croata, J.Boos & Mayo) Sakur., Calazans & Mayo